# Bell 47
Cet article concerne les versions civiles des modèles Bell 47. Pour les versions militaires, voir Bell H-13 Sioux.
Le Bell 47 est un hélicoptère conçu par Bell Helicopter.

## Conception
En 1943, Arthur Young rejoignit Bell pour y développer et produire un hélicoptère issu de ses propres recherches, le model 30. Ce modèle encore rustique mais viable, ne fut produit qu'en deux exemplaires mais procura à Bell les compétences nécessaires. Le model 47 de Bell effectua son premier vol le 8 décembre 1945, il fut le premier hélicoptère produit en grande série pour les forces armées et les utilisateurs civils, et aussi le premier à recevoir un certificat de navigabilité civil aux États-Unis.
L'United States Army Air Forces passa commande en 1947, d'un lot de YR-13 qui deviendront H-13. Certains appareils furent aussi utilisés par l'US Navy sous la désignation HTL-1. L'US Army ne resta pas en reste puisqu'elle utilisa un grand nombre d'appareils dans des missions de liaison, d'observation et d'entraînement. Le Bell 47 fut par ailleurs utilisé au combat pendant la guerre de Corée entre 1950 et 1953 comme appareil d'évacuation sanitaire.
L'aviation légère de l'armée de terre française a utilisé plusieurs dizaines de ces hélicoptères, en particulier lors du conflit algérien où certains furent équipés de missiles SS-11 ; d’autres ont été mis en œuvre par la Marine nationale.
L'appareil fut construit dans un grand nombre de versions et de sous-versions dont la plus aboutie fut la version Bell 47 G. L'appareil fut produit par Bell jusqu'en 1974 et continua à être produit sous licence dans de nombreux autres pays. Le premier Agusta-Bell 47 produit en Italie vola pour la première fois en 1954, il fut aussi produit au Japon par Kawasaki et en Grande-Bretagne par Westland Helicopters qui en construisit 231 exemplaires rebaptisés Sioux et utilisés par l'Army Air Corps.

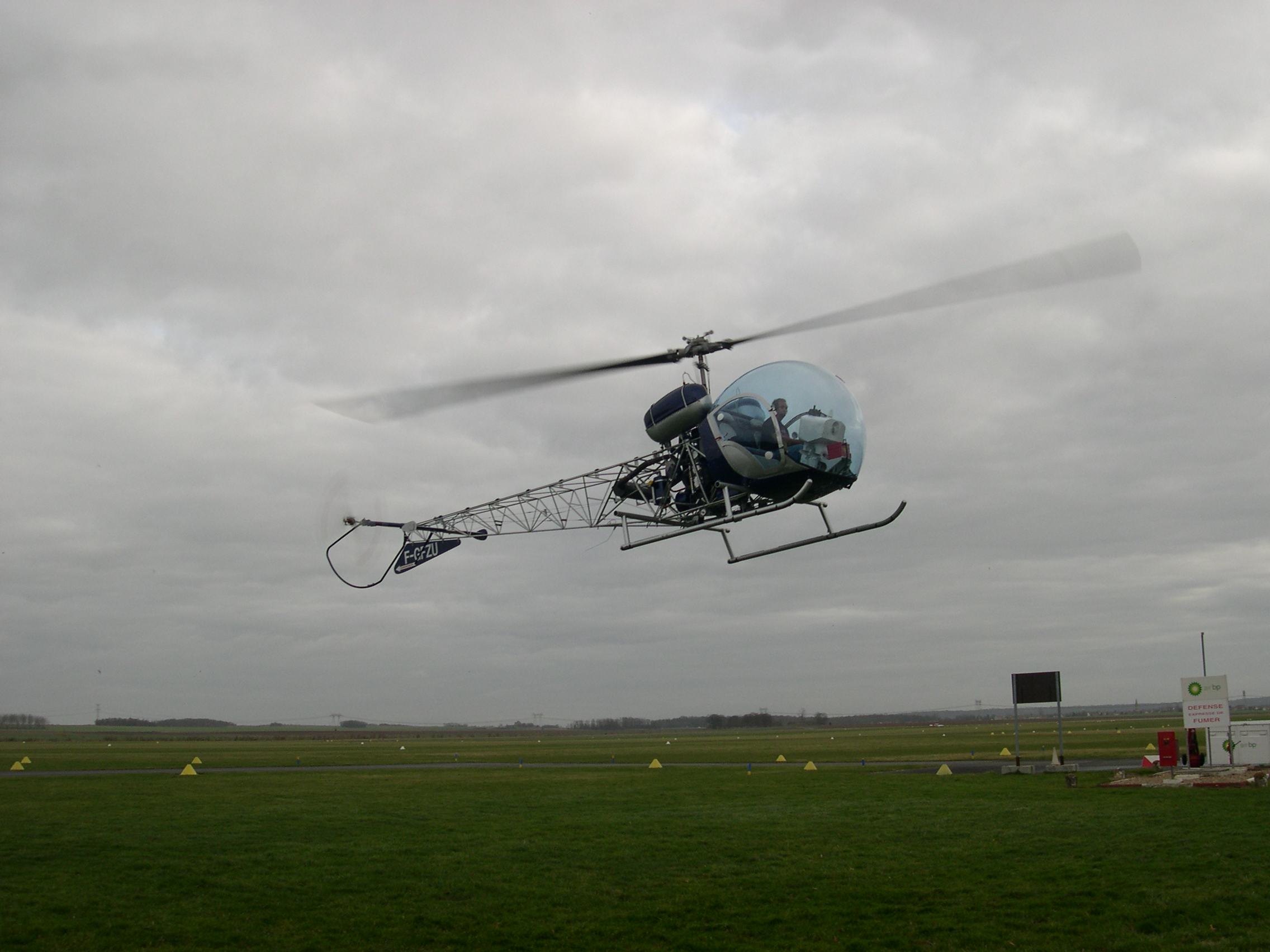
Bell 47

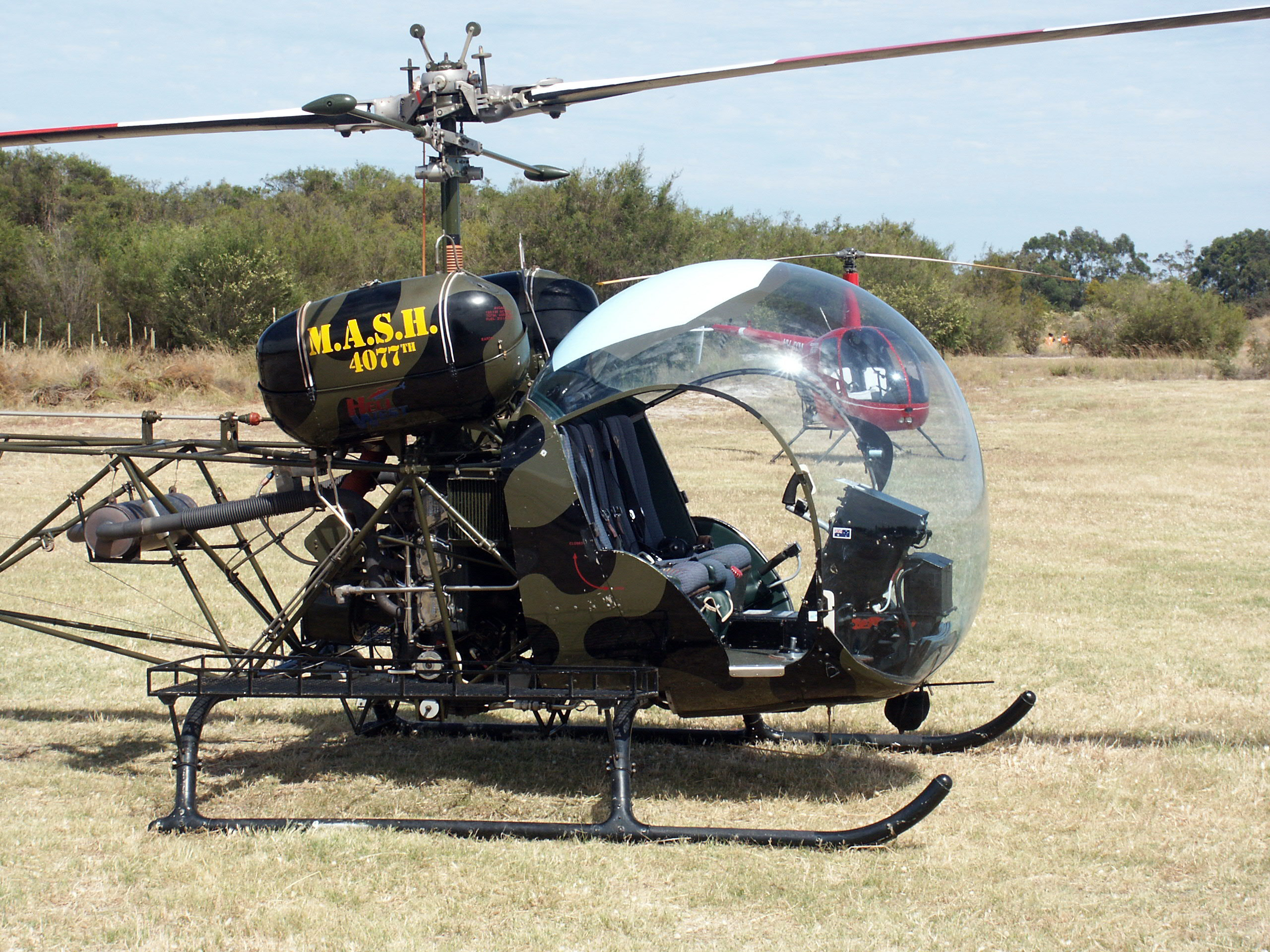
Bell 47 G aux couleurs du MASH 4077 (fictif) du film

L'appareil fut produit à près de 6 000 exemplaires à travers le monde. Il est toujours utilisé par plusieurs pays mais le nombre d'appareils en service ne cesse de diminuer. En 1998, l'appareil équipait toujours les forces armées, de Colombie, de Grèce, d'Indonésie, d'Italie, du Lesotho, de Libye, de Malaisie de Malte, de Nouvelle-Zélande, du Pakistan, du Pérou, de Taïwan, de Tanzanie, de Turquie, d'Uruguay et de Zambie.

## Bell 47 dans la culture populaire
films:
- M*A*S*H
- Breakout
- Batman (Film 1966)
- Les_Aventures de Rocky et Bullwinkle (Film 2000)
- Annie
- Crocodile Dundee
- Quand les aigles attaquent

Television:
- M*A*S*H
- The Forest Rangers (en) (Canada)
- Skippy le kangourou (Australie)
- Whirlybirds (en) (1957–1959) – Bell 47G

Pop Culture
- ABBA Le groupe a posé dans un Bell 47 pour la pochette de leur album Arrival en 1976
- Mike Oldfield a fait une reprise du titre Arrival et pose également dans un Bell 47.